# Condition des femmes en Occident à la Belle Époque
La condition des femmes à la Belle Époque est marquée par des changements politiques et sociaux affectant les femmes occidentales de façon disparate. La majorité des femmes (d'Afrique, d'Asie, d'Amérique latine et des sociétés rurales en Europe de l'Est et du Sud) voient perdurer un système multiséculaire où la question de l'émancipation ne se pose pas et dont les missions sont d'assurer les tâches familiales et la maternité. Les femmes occidentales pauvres qui travaillent comme ouvrières font face, avec l'avènement de la seconde révolution industrielle à des charges contraignantes, dans des conditions souvent exténuantes et sous-payées, avec l'apparition de la division sexuelle du travail. La transition démographique touche en Europe toutes les classes sociales, qui voient diminuer le taux de natalité. En revanche, dans la bourgeoisie et l'aristocratie des grandes villes occidentales (Paris, Londres, New York ou encore Berlin) s'opèrent d'autres mutations de structure : le rôle de femme au foyer devient la norme, et même un objectif stratégique en raison de la quasi-impossibilité pour les femmes d'obtenir un salaire décent. Dans le même temps pour la petite bourgeoisie, il devient possible de faire des études et d'occuper des emplois nouveaux comme l'enseignement ou le journalisme, pour les plus aisées s'instaure une relative libération des mœurs qui leur permet de côtoyer plus facilement les hommes, voire de s'adonner en public à la pratique d'un sport. D'autres encore s'engagent en politique, comme les suffragettes qui militent pour l'obtention du droit de vote pour les femmes, ou de manière plus radicale chez les socialistes comme Rosa Luxemburg pour une transformation de la société. Enfin, d'autres comme Marie Curie dans les sciences deviennent des pionnières en étant les premières femmes à obtenir une reconnaissance dans des milieux qui, malgré ces changements, restent à la veille de 1914 essentiellement toujours très masculins.

## Monde familial et salarial

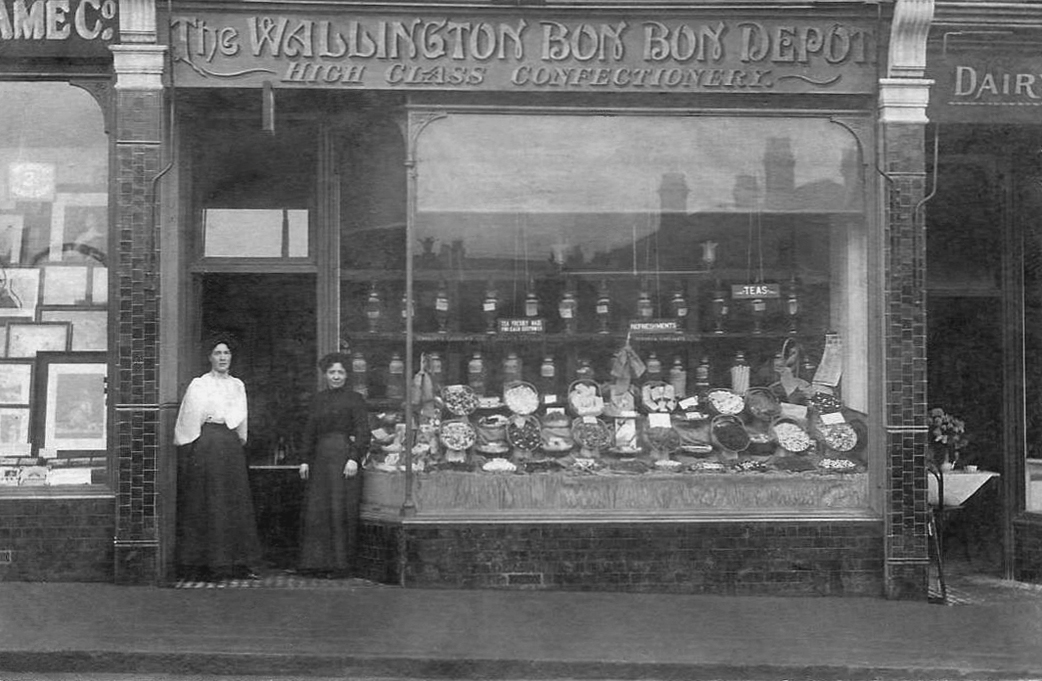
Employées d'une confiserie à Spalding (Angleterre), en 1907.

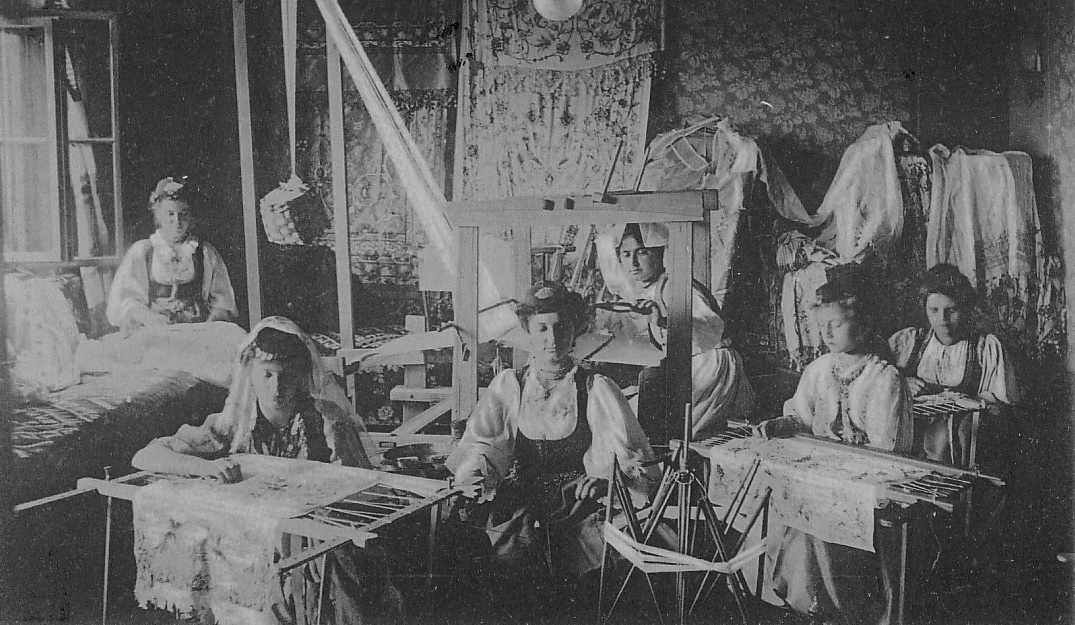
Femmes travaillant dans un atelier de textile à Sarajevo, en 1910.

Le contrôle des naissances (dans un cadre privé et non gouvernemental, qui condamne généralement ces pratiques) en Occident est lié à un changement des mentalités, où il devient envisageable de souhaiter pour ses enfants une meilleure condition sociale que la sienne, cela supposant un foyer plus restreint pour y consacrer du temps, du soin et de l'argent. Ce phénomène de transition démographique touche aussi bien les femmes insérées dans le monde du travail salarié, dont le nombre reste faible (dans les années 1890, deux tiers des hommes des pays développés sont actifs, contre un quart des femmes, et parmi celles-ci, en Allemagne, seulement 12 % sont mariées, 50 % célibataires et 40 % veuves), que la femme du paysan ou de l'artisan qui travaille, mais en complément de son mari et à des tâches bien spécifiques, ce qui ne distingue pas leur rôle à la Belle Époque du leur aux siècles précédents. On ne compte par ailleurs auparavant pas de métier typiquement féminins, mis à part la prostitution et le spectacle. Au XIXe siècle se sont développés les métiers proto-industriels, comme les ateliers de confection (tissage, vannerie, etc.), et qui à la Belle Époque, avec les progrès de l'éducation et la réglementation de l'État deviennent davantage féminins (les enfants y travaillent moins) tout en restant harassants et sous-payés et souvent effectués à domicile ; on compte aussi de nombreuses femmes domestiques. Le revenu du foyer devient dès lors double, engendrant une séparation économique des sexes. Mais la femme reste fortement dépendante de son mari et doit avant tout s'occuper de son ménage et si salaire elle a, il n'est vu que comme un complément. Ainsi, il était mal vu qu'une femme mariée travaille, le salaire du mari devant en théorie suffire, mais une célibataire ou une veuve y étaient généralement contraintes. Les salaires étaient maintenus vers le bas pour que ces emplois ne soient pas une concurrence pour le salariat masculin. On assiste donc à une progressive masculinisation du monde du travail, où les emplois sont de plus en plus codifiés et le travail féminin assigné à des domaines bien spécifiques.
Des changements structurels donnent naissance à de nouveaux emplois pour la classe moyenne et la petite bourgeoisie, à mesure que reculent ceux de domestique, comme ceux du travail de bureau (en 1881, on compte dans l'administration en Grande-Bretagne 7 000 femmes contre 76 000 en 1911) en particulier dans la fonction publique (en France, les PTT comptent 95 000 femmes employées en 1906), de vendeuse (en Allemagne, il y en a 32 000 en 1882 et 174 000 en 1907) ou d'institutrice à mesure que se développe l'enseignement des jeunes filles. Certaines femmes diplômées peuvent exercer des métiers plus prestigieux, comme celui de médecin : une loi de 1875 permet ainsi aux Anglaises d'exercer cette profession et on en compte 212 en 1901, le double qu'une décennie plus tôt. Cela dit, à travail égal et qu'importe le niveau de qualification, la rémunération d'une femme salariée reste toujours inférieure à celle des hommes et même si certaines femmes accèdent à certains emplois jusque-là masculins, elles restent à l'époque des épiphénomènes (en 1913, la France ne compte que douze avocates et quelques centaines de femmes médecins, souvent réduites à soigner des maladies féminines ou infantiles).

## Enseignement

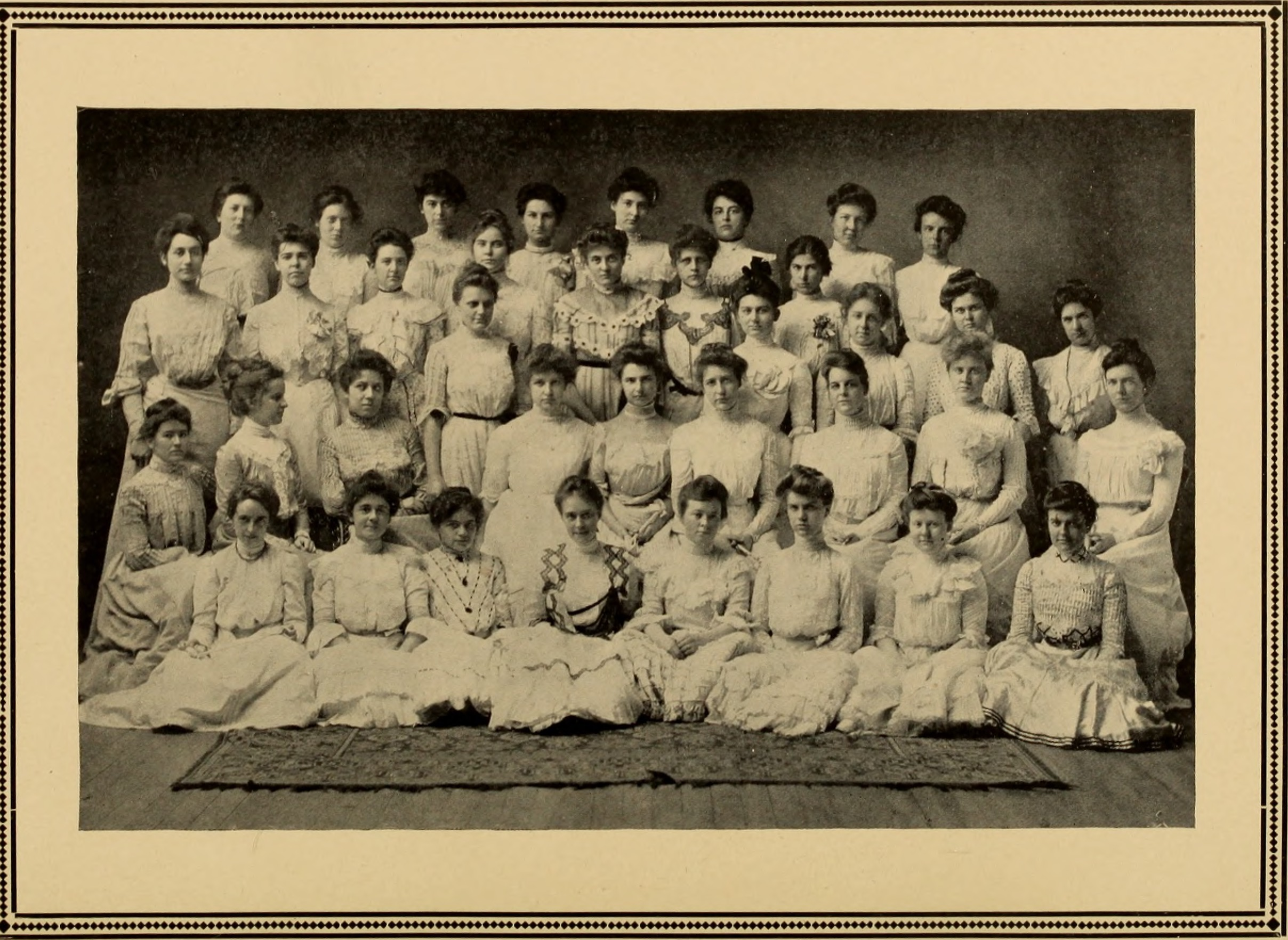
Photo de classe au Smith College (États-Unis), en 1902.

L'enseignement féminin se développe également, bien qu'il concerne des filles issues de la petite et de la moyenne bourgeoisie. La France, qui ne compte aucun lycée de jeunes filles en 1880 en possède 138 en 1913 (bien que leur création réponde moins au projet de leur offrir des connaissances intellectuelles que de les soustraire à l'influence de l'Église et d'en faire des agents de propagande républicaine, alors que la IIIe République est encore jeune) et la Grande-Bretagne passe de 99 établissements secondaires féminins en 1904-1905 à 349 en 1913-1914, soit un chiffre voisin de ceux des garçons, avec même une originalité dans le Yorkshire où l'on voit plus de filles que de garçons poursuivre leurs études après l'âge de seize ans. Fait original, la Russie compte environ 250 000 filles dans l'enseignement secondaire en 1900, chiffre atteint en 1910 en Allemagne. Dans d'autres pays comme la Suède, les Pays-Bas, la Belgique et l'Italie, l'éducation des filles est en comparaison et à des degrés divers, en retard. Concernant l'université, les filles y sont admises depuis les années 1860 en Russie, en Suisse et aux États-Unis, depuis les années 1880 en Angleterre, depuis 1897 en Autriche et depuis les années 1900-1908 en Allemagne (à Berlin). En Allemagne précisément, seules 103 Allemandes obtiennent un diplôme universitaire avant 1908 (le cursus médical mis à part), date à laquelle une femme devient pour la première fois professeur d'université. En 1914, il y a entre 4 500  et   5 000 étudiantes à l'université en Allemagne, en France et en Italie contre 2 700 en Autriche ; en Russie on passe de moins de 2 000 en 1905 à 9 300 en 1911, et 56 000 aux États-Unis, soit deux fois plus qu'en 1890. Ces chiffres ne doivent pourtant pas masquer qu'il s'agit d'une infime minorité de filles qui intègrent ces universités, encore en très grande partie masculines ; le grand changement constituait surtout dans l'entrée de jeunes filles dans l'enseignement secondaire. Par ailleurs, du point de vue des familles, l'accession des filles à l’université n’était pas une nécessité et donc rare, hormis dans les milieux progressistes et libéraux. Le développement de la profession d'institutrice est par ailleurs un vivier où le féminisme a du succès.
Le retard de l'éducation des femmes fait l'objet de critiques, comme les auteurs Paul et Victor Margueritte qui dénoncent les hommes dans Femmes nouvelles en 1899 : « Vous donnez à la femme une éducation telle qu'elle ne peut pas toujours trouver en elle la force de résistance ; vous-mêmes, vous lui avez façonné une âme incomplète et futile, vous vous êtes depuis des siècles bornés à en faire un être de séduction, une compagne de plaisir, et en même temps vous exigez d'elle les vertus les plus élevées, les plus constantes : abnégation, dévouement, pureté. Cette femme trop souvent inconciente, c’est votre œuvre ! ».
Le thème de la mère éducatrice, développé par la littérature, qu'elle soit ou non cléricale, participe à entretenir l'idée que la femme a un rôle à tenir auprès de ses enfants, qu'elles doivent développer leurs cœurs comme leurs esprits. Les religieuses reprennent ce lieu commun, exerçant une « maternité spirituelle » lorsqu'elles sont enseignantes auprès de jeunes filles.

## Rapport aux hommes et sexualité

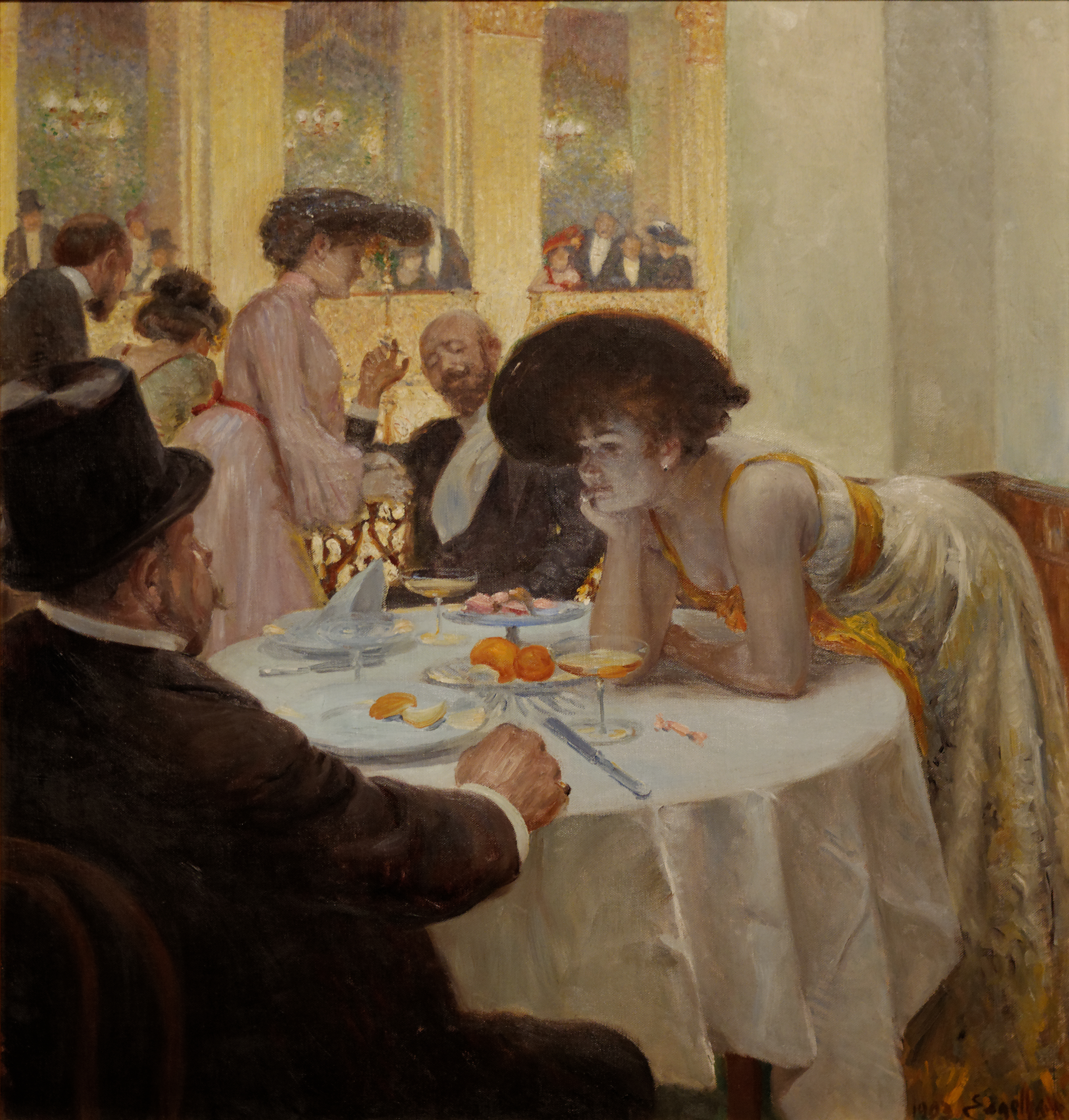
Loge dans la Sofiensaal (Vienne), Josef Engelhart (1903).

La Belle Époque se caractérise également pour les jeunes filles aisées par leurs rapports aux hommes, qui deviennent moins conventionnels, par exemple dans l'apparition de soirées dansantes ou de night clubs spécialement consacrés à la danse (voire dans des hôtels au moment du thé), et plus comme auparavant simplement dans des réceptions mondaines ou des bals à date fixe. Impliquant une jeunesse émancipée qui dansait sur des rythmes exotiques (tango argentin ou musique noire américaine), ces évènements (qui se déroulent dans de grandes villes européennes ou des lieux de villégiature) traduisent un assouplissement des conventions, non sans choquer certaines franges plus conservatrices. Ce rapprochement physique va de pair avec un renouvellement de la mode, qui sans connaître encore la révolution vestimentaire post-Première Guerre mondiale voit disparaître les corsets à baleine, l'apparition dans les années 1880 de tenues plus souples et en 1910 du soutien-gorge, libérant concrètement le corps de la femme. Le sport et l'accession aux femmes à des clubs de montagne ou de tourisme suit la même logique, sortant les quelques privilégiées qui y avaient accès de leur cercle social restreint et leur permettant de fréquenter des garçons. Plus que l'équitation, où les femmes montaient encore en amazone, la bicyclette émancipe vestimentairement la femme pour bénéficier d'une liberté de mouvement. Les loisirs dans les stations balnéaires et les villes d'eau participent aussi à dévoiler le corps féminin, au risque de choquer. En témoigne une réglementation stricte sur ce qu'il est possible de montrer, d'autant plus que les époux des femmes concernées, pris par leur travail, les laissaient souvent y aller seules, les rejoignant de façon occasionnelle.

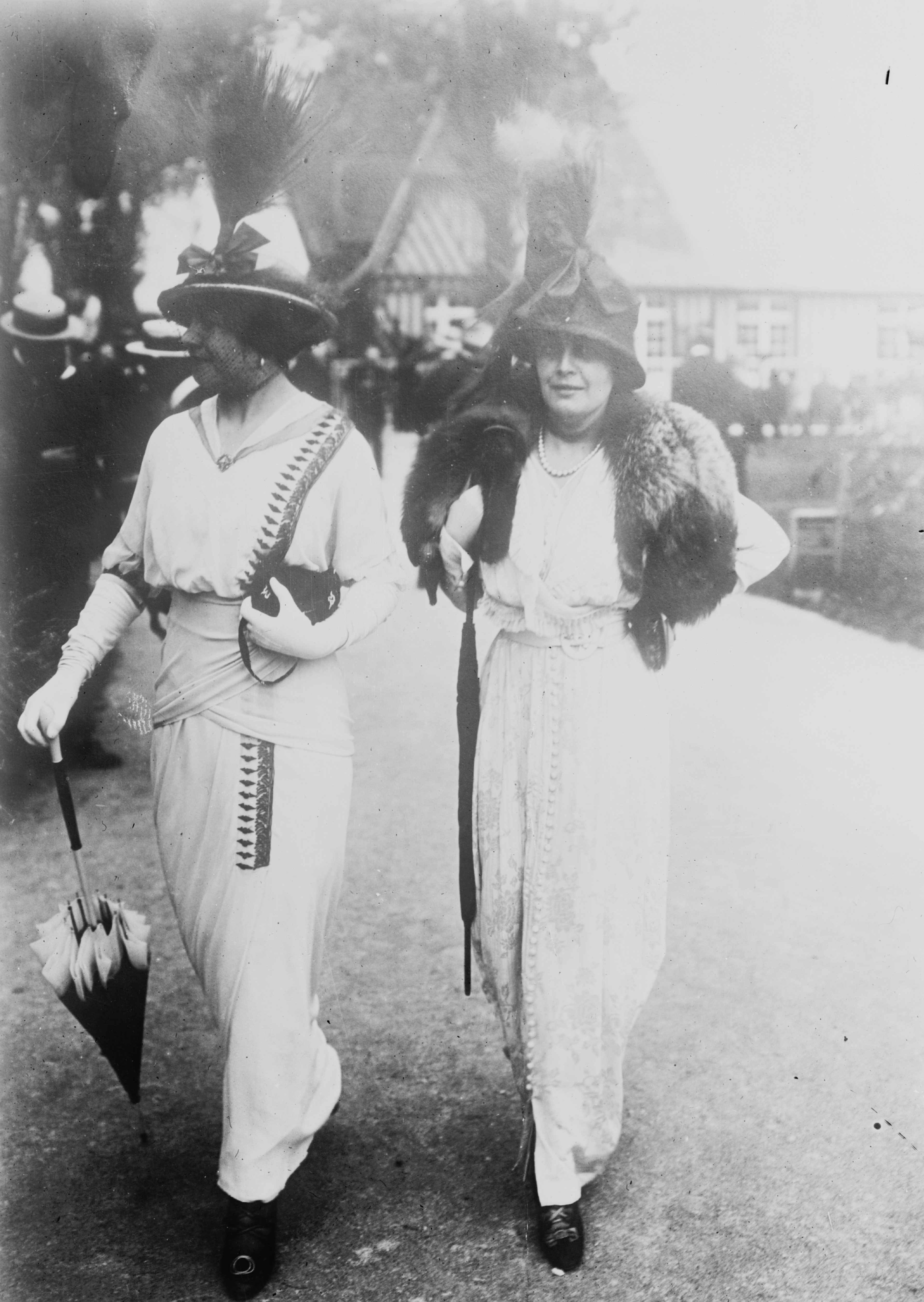
Femmes bourgeoises dans la station balnéaire de Trouville-sur-Mer (France), en 1913.

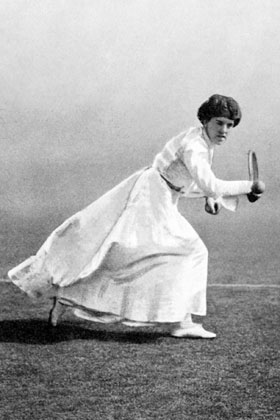
La joueuse de tennis britannique Dorothea Douglass Chambers.

Sexuellement, il est pourtant difficile de parler d'évolution, les relations charnelles étant, sauf cas exceptionnel, proscrites avant le mariage et l'adultère n'ayant apparemment pas augmenté dans les milieux bourgeois, bien qu'il fût plus fréquent dans les grandes villes, dans les milieux aisés, les hôtels discrets et anonymes rendant les choses plus simples. Ces pratiques trouvent un écho dans les arts, comme dans Madame Bovary de Flaubert ou le théâtre de boulevard, qui a un grand succès. Dans les écrits scientifiques ou littéraires, les hommes tendent à reconnaître l'existence d'une sensibilité féminine (notamment Karl Kraus), mais passive, par rapport à la virilité de l'homme qui serait son complément, et ce sans doute pour réaffirmer la position masculine face à la peur de l'émancipation des femmes. On ne peut pas vraiment parler néanmoins de libération sexuelle, en témoigne le cas d'Annie Besant, qui défendit le contrôle des naissances et se vit pour cela retirer la garde de ses enfants en 1877. Par ailleurs, les pratiques sexuelles de la bourgeoisie, ou par exemple les amours lesbiennes de Natalie Clifford Barney n'étaient pas pensés comme un combat politique à généraliser. Certes les mouvements sociaux ou anarchistes pouvaient parler d'émancipation voire pour certains d'amour libre, mais cela concernait plutôt une minorité avant-gardiste qui ne faisait pas l'unanimité et donnait lieu à des débats internes. Si la question des tâches domestiques et de l'éducation des enfants était déchargée pour les femmes de la bourgeoisie, qui employaient des domestiques, elle l'était moins pour les autres, et ce malgré le développement des appareils ménagers (les cuisinières à gaz dans les années 1880, les cuisinières électriques au début des années 1910, l'aspirateur en 1903 ou encore les machines à laver dont le nombre de pièces produites quintuple aux États-Unis entre 1880 et 1910) qui tout en aidant les femmes qui pouvaient s'en procurer ne réglait pas tout : les mouvements de gauche militaient ainsi pour davantage d'équipements collectifs, de crèches et de cantines scolaires. Les travaux d'anthropologues et d'ethnologues commencent par ailleurs à remettre en cause le modèle de famille nucléaire en étudiant d'autres formes de communautés (Histoire du mariage humain de Westermack en 1891) mais pour la majorité des dirigeants et militants socialistes, ce modèle ancestral devait perdurer, laissant des débats ouverts sur l'avenir de la femme, qui s'émanciperait en ayant un travail ou bien qui serait à défendre en tant que femme au foyer. De nombreuses femmes salariées renonçaient ainsi à avoir une vie familiale, ou bien mettaient un terme à leur vie professionnelle pour des raisons familiales, comme la militante Amalie Seidel qui quitte pendant cinq ans son activité militante au Parti socialiste autrichien afin de donner trois enfants à son mari. Par ailleurs en Grande-Bretagne, l'excédent de femmes par rapport aux hommes empêchait à beaucoup de se marier.

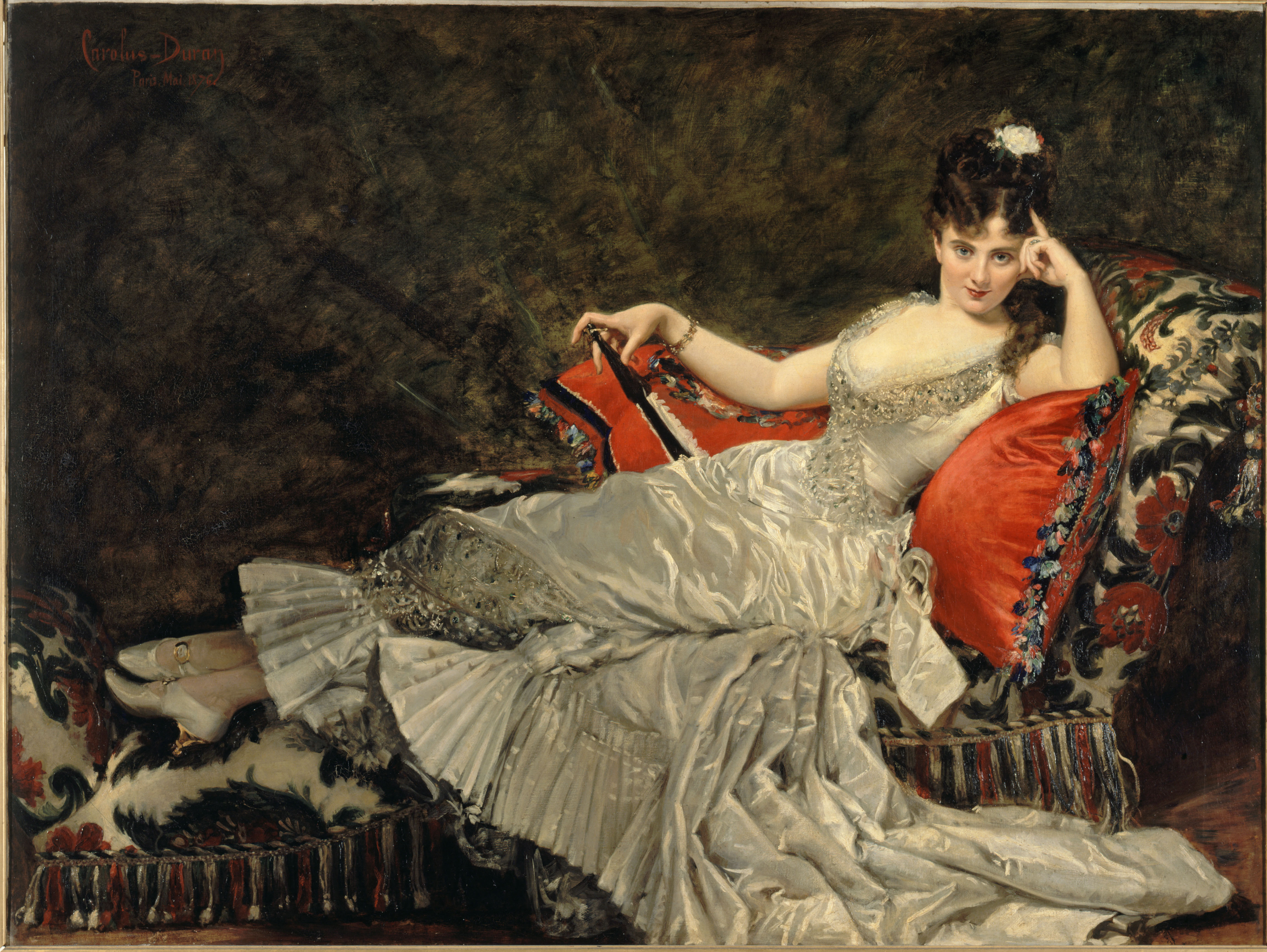
Mademoiselle de Lancey
Carolus-Duran, 1876,
Petit Palais.

À Paris, la prostitution revêt un caractère protéiforme (de la misère des relations tarifées de rue à celle, fastueuse, des « demi-mondaines » comme Caroline Otero, Liane de Pougy ou encore Valtesse de La Bigne) qui obtient une résonance particulière avec l'utilisation du sujet par des peintres de nombreux courants artistiques, de l'académisme à l'impressionnisme.
Alice de Lancey, fut l'une des grandes courtisanes du Paris de la Belle Epoque. Ella a légué en 1915 au musée du Petit Palais, trois tableaux de Carolus-Duran, son propre portrait, celui de son amant le baron Antoine d'Ezpeleta, célèbre escrimeur, et celui du chien « Chinois » du baron.
Le développement des cabarets et de la vie nocturne (Moulin-Rouge et Folies Bergère notamment) ainsi que de la notoriété de personnalités artistiques féminines comme Mistinguett participent également de la notoriété de la capitale française.

## Mode

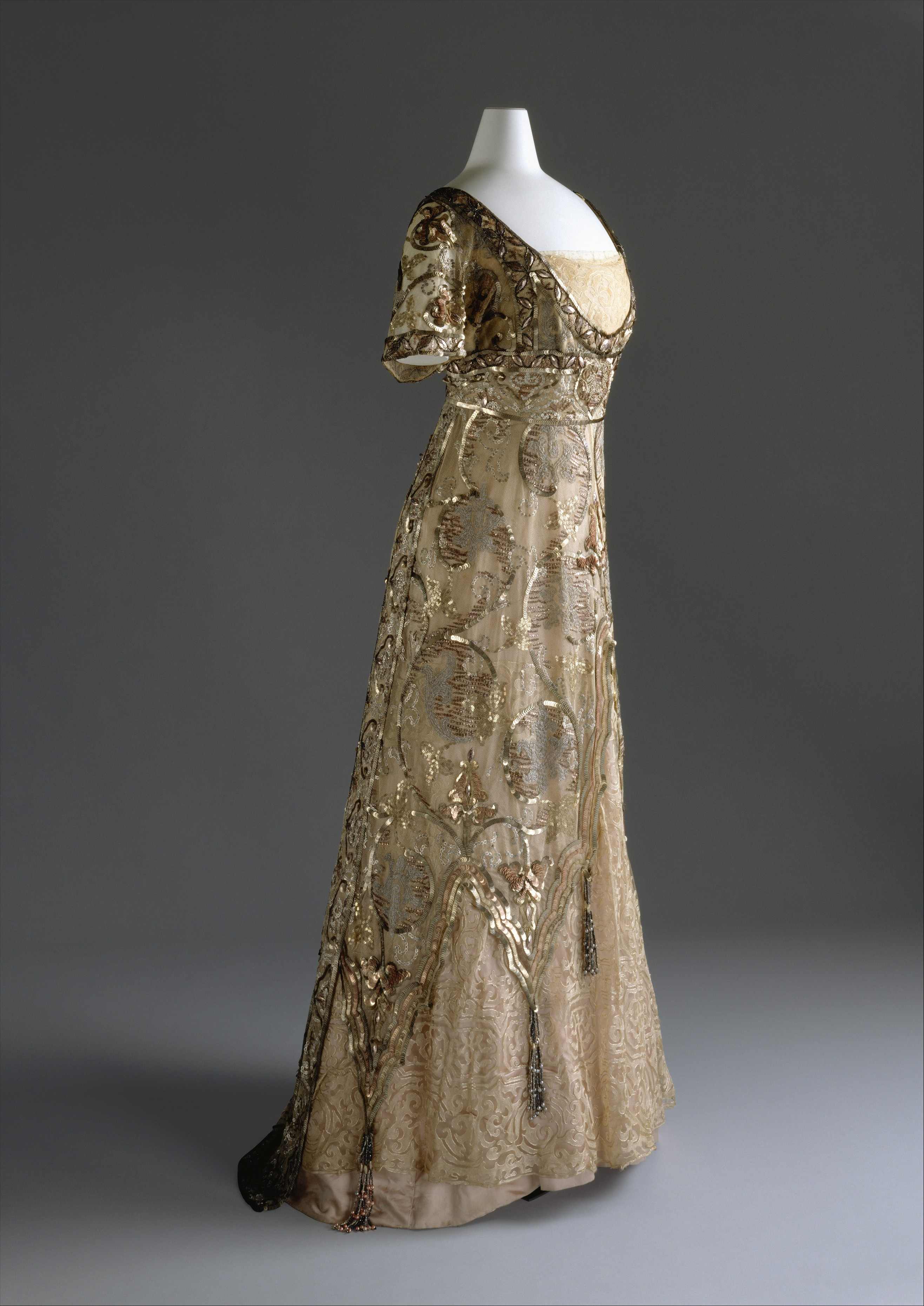
Robe de soirée de la maison Callot Sœurs (1910-1914).

Les progrès techniques qu'engendrent la Révolution industrielle, notamment dans le secteur de la confection, favorisent la production de vêtements. Bon marché, ils sont simples et fonctionnels, alors que la bourgeoisie prise le haut de gamme que représente la haute couture, avec des maisons de prestige pour la plupart installées à Paris, alors « capitale de la mode ». Les changements sociaux liés à la condition féminine qui ont lieu à la Belle Époque ont une influence sur la mode : des formes plus naturelles tendent à éclipser le vêtement type des décennies précédentes, que Miki Iwagami, maître de conférence au Sugino Fashion College (en), décrit comme « artificiellement façonné par les sous-vêtements de maintien ». La silhouette en « S », qui rappelle les courbes de l'Art nouveau, gagne en popularité et le tailleur pour femmes fait son apparition, se composant d'une veste, d'une jupe et d'un chemisier, ce dernier se démocratisant ; le dessinateur américain Charles Dana Gibson le rend familier à travers ses Gibson Girls. « Taille ultra-fine, poitrine généreuse soulevée vers l'avant et croupe saillante sont les trois impératifs de la silhouette en « S » » poursuit Miki Iwagami. Les créateurs de mode fabriquent donc des corsets adaptés (notamment en acier).
De nouvelles modes apparaissent : à partir de 1880, le japonisme conduit à adopter et réinventer le kimono en robe de chambre ; vers 1880, la robe princesse, nommée en l'honneur de la princesse anglaise Alexandra, bénéficie d'un succès éphémère, rompant avec la traditionnelle robe à crinoline pour épouser la forme du corps ; entre les années 1890 et 1900, les grandes manches gigots ont un moment la cote ; les chapeaux, de plus en plus larges, s'ornent de décorations, comme d'oiseaux empaillés. Les femmes aisées, qui changent de vêtements plusieurs fois par jour et qui ont donc besoin de beaucoup de lingerie, profitent de l'essor du secteur des sous-vêtements.
Le développement de la pratique du sport et des voyages (notamment grâce aux progrès techniques, ferroviaires et maritimes) conduisent également à l'apparition de nouveaux vêtements adaptés. Les femmes disposent de tenues d'équitation, de chasse ou de tennis, qui sont certes pratiques mais diffèrent peu des tenues de ville. La pratique des bains de bains de mer, qui se popularise au XIXe siècle, se cantonne toutefois à des promenades le long de la mer, la nage restant rare ; les tenues confectionnées à cet effet sont donc à la fois des vêtements de sport et de plage.
En 1903, le couturier Paul Poiret lance une mode qui ne dépend plus du port du corset, en créant un vêtement de coupe droite et de forme ample, le « manteau Confucius ». Suivant la même logique, son « style hellénique » (1906) présente des modèles à taille haute sans corset. Déplaçant le centre de gravité du vêtement féminin de la taille aux épaules, il entend affranchir les femmes de l'obligation de ce sous-vêtement maintenant le buste, tout en recherchant une nouvelle forme de beauté, nourrie par l'orientalisme. Le travail du couturier favorise l'avènement, à la place, du soutien-gorge. D'autres couturiers s'inspirent aussi de modes exotiques, comme Callot Sœurs du japonisme ou l'Espagnol Mariano Fortuny de la Grèce antique pour sa « Delphos », une robe à plis classique. En Autriche, les Wiener Werkstätte, un atelier de production travaillant sur l'architecture et l'artisanat, ouvre en 1911 un département de mode produisant une ligne de vêtement, dont la « robe-sac ».
La mode, et notamment celle de Paris, se diffuse par de nouveaux moyens de communication, la presse jouant un rôle important. Vogue est créé en 1892 à New York et La Gazette du bon ton à Paris en 1912. Des artistes comme Paul Iribe et Georges Lepape se chargent de créer des dessins, au point qu'on a pu parler d'un âge d'or des illustrations de mode. Afin de diffuser ses collections dans d'autres pays, Paul Poiret est le premier à publier des catalogues, Robes de Paul Poiret racontées par Paul Iribe (1908) ou Les Choses de Paul Poiret vues par Georges Lepape (1911). La capitale française attire des acheteurs et des journalistes spécialisés, qui veulent rester à l'affût des tendances. Chargée d'organiser le calendrier des collections et de combattre la contrefaçon, la Chambre syndicale de couture parisienne est créée en 1910. La fin de la Belle Époque, avec le déclenchement la Première Guerre mondiale, entache l'essor de Paris dans le domaine de la mode : de nombreuses femmes étant amenées à travailler pour pallier le manque de main d'œuvre masculine, les vêtements simples et fonctionnels deviennent davantage prisés, favorisant définitivement le tailleur comme élément de base du vestiaire féminin.

## Politique et émancipation

### Féminisme

Arrestation d'une suffragette à Londres, vers 1910-1915.

Le féminisme possède à la Belle Époque une identité multiple et des points de vue parfois divergents parmi les militantes elles-mêmes : sur le terrain du droit, il vise une égalité avec les hommes et sur le terrain des mœurs il s'attaque aux problèmes liés à la prostitution ou au salariat féminin, avec la question de l'émancipation en filigrane (en France, Hubertine Auclert déclare en 1879 : « La femme qui peut travailler et qui ne travaille pas est une femme entretenue »). En Angleterre, il naît en réaction au projet de réglementer la prostitution et donc de lui donner une existence officielle, ce que les féministes comme Josephine Butler critiquent, donnant à leur combat une teinte moralisatrice, en cela influencé par le protestantisme, ce qui se retrouve également en Allemagne ainsi qu'en France. N'hésitant pas à participer à des discussions publiques houleuses où elles sont injuriées, certaines obtiennent après plusieurs années de mobilisation et de campagnes de presse des résultats, comme au Royaume-Uni l'abolition de la prostitution réglementée ainsi que des mesures contre la traite des Blanches, en 1883 et 1885.
La politique par ailleurs, où les femmes avaient joué un rôle social non négligeable les siècles précédents (notamment dans les campagnes, où elles pouvaient diriger des domaines) devient une affaire d'hommes à mesure que se développent les élections et le système des partis, les femmes étant, sauf exception (Nouvelle-Zélande en 1893, Australie en 1901, Finlande en 1906, Norvège en 1913 — es pays scandinaves se situant à l'époque généralement en pointe dans la conquête des droits civiques pour les femmes — et dans quelques États d'Amérique du Nord), exclues du droit de vote. En réaction, et à mesure que la société occidentale de libéralise économiquement et politiquement, des femmes (les suffragettes) demandent également d'accéder au droit de vote : leur combat acquiert une importance certaine au Royaume-Uni (notamment avec l'action directe de la Women's Social and Political Union créée en 1903, où les militantes perturbent des réunions au Parlement, déclenchent des grèves de la faim après leur emprisonnement, voire des incendies) et rencontre quelques succès rapides (en 1894, les Britanniques peuvent désormais être élues dans les scrutins locaux, les conseils de district urbains et ruraux) et dans une moindre mesure en France (en 1870 est fondé l'Association pour le droit des femmes et en 1912 les suffragettes françaises investissent le palais Bourbon pour réclamer en vain le droit de voter. En parallèle, la législation évolue cependant en leur faveur : loi Naquet sur le divorce en 1884, possibilité de retirer de l'argent seule à la banque en 1895, disposition libre de son salaire en 1907 ou encore loi de novembre 1909 permettant aux femmes enceintes d'avoir un congé maternité de 8 semaines sans perdre leur emploi) et aux États-Unis. Issues de la bourgeoisie, comme Emmeline Pankhurst, elles sont peu suivies par les mouvements de gauche, qui sans critiquer le droit de vote préfèrent dénoncer en premier lieu les conditions de travail exécrables des ouvrières.
Le féminisme concernait cependant un faible nombre de personnes (quelques centaines voire milliers de femmes par pays), issues de la bourgeoisie libérale ou de la classe moyenne, disposant du temps et de l'argent pour faire entendre leur cause, des choses qui n'étaient pas primordiales dans les milieux populaires (droit de vote, accès à l'université ou encore droit de propriété) où l'on insistait davantage sur les conditions de travail. L'égalité à laquelle elles aspiraient n'était ainsi compréhensible que dans la logique bourgeoise occidentale et pouvait donner lieu à des oppositions y compris venant des femmes qui souhaitaient conserver le pré-carré où elles étaient parquées mais qui était structurant et conserver leur statut de gardiennes des valeurs sociales. Les branches féminines des mouvements sociaux et ouvriers avaient ainsi un plus grand succès car ils offraient une plus grande perspective d'épanouissement et un projet politique transformant radicalement la société.

### Socialisme et pacifisme

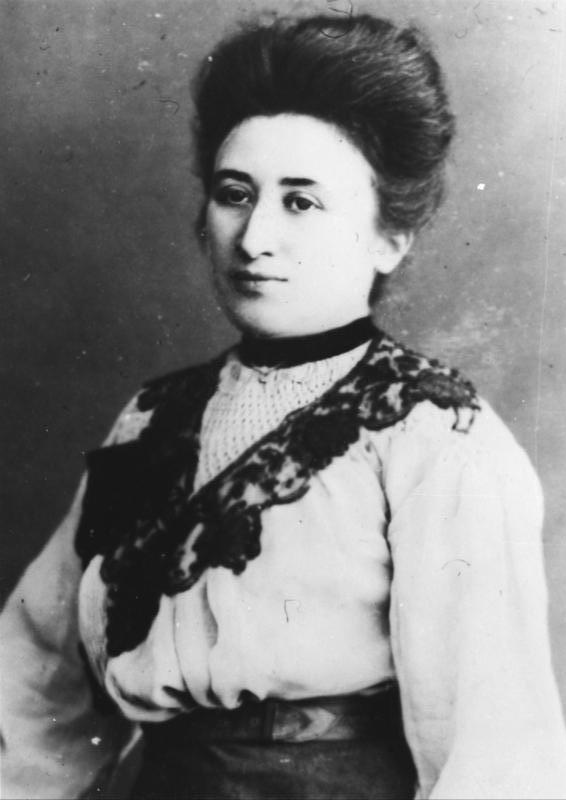
La militante socialiste Rosa Luxemburg.

L'opposition se situait plus entre le socialisme et l'Église, laquelle maintenait certes les femmes dans un état d'infériorité sociale mais défendait leurs droits traditionnels, notamment face à leurs maris : la fin du XIXe siècle voit ainsi une explosion de femmes religieuses et la mise en valeur de personnalités féminines comme Thérèse de Lisieux et Bernadette Soubirous. On compte ainsi une plus grande proportion de femmes qui se tournent vers la religion que vers les mouvements sociaux. Les premières à adhérer à ces derniers étaient issues des classes moyennes et bourgeoises et restent minoritaires : ainsi, jusque 1905, les partis ouvriers restent quasi exclusivement masculins (dans les années 1890, les femmes représentent par exemple 2-3 % des adhérents du Parti ouvrier français) et après, même si elles augmentent, il s'agit surtout de mères, épouses ou filles de militants socialistes. En 1913, il y a 10,5 % de femmes dans les syndicats britanniques, 9 % en Allemagne, 5 % en Suède, 11 % en Suisse et 12,3 % en Finlande. Ce n'est que dans l'entre-deux-guerres que leur proposition atteindra les 20 %, voire 40 % d'adhérents à ces mouvements. Les militantes féminines n'avaient par ailleurs pas toujours la volonté de se cantonner à des thèmes strictement féministes, ainsi Rosa Luxembourg et Beatrice Potter Webb parlaient aux ouvriers dans leur ensemble et pas seulement aux femmes.
Au sein des partis ouvriers, les femmes sont toutefois invitées à ne se consacrer qu'aux thématiques vraiment féminines et ce malgré l'idéologie égalitaire des mouvements. Dans ces structures en grande partie composées d'hommes, elles doivent également se battre pour s'affirmer, les conflits se réglant généralement au sein de commissions internes. Il demeurait ainsi une vision traditionaliste de la femme au sein même de ces partis, mais aussi la crainte des femmes comme concurrence bon marché qui tirerait les salaires vers le bas.
Cet engagement peut prendre une tonalité pacifiste, comme en France en 1888 quand Maria Martin, Maria Deraismes et Eugénie Potonié-Pierre fondent une ligue « pour la paix ou l'union des peuples ». En 1896 est fondée la Ligue des femmes pour le désarmement international, que la princesse Wiszniewska préside. Maria Vérone, Nelly Roussel et Madeleine Pelletier soutiennent pour leur part les socialistes opposés à la loi des trois ans mais adhèrent à l'Union sacrée au début de la Première Guerre mondiale. Les féministes qui adhèrent au socialisme demeurent pour autant d'abord fidèles aux intérêts féminins plutôt qu'à la discipline de parti, notamment en Angleterre et en France, et leur poids n'est pas égal dans chaque pays : les Autrichiennes, Suédoises et Danoises apparaissent ainsi plus constantes dans leur implication auprès des partis libéraux, ainsi qu'en Allemagne où l'Association générale des femmes allemandes se divise en 1896 entre les féministes bourgeoises et celles qui adhèrent au socialisme.

### Groupes de pression
Au-delà de la lutte pour le droit de vote, des femmes se constituant en groupe de pression arrivent à obtenir un poids politique, notamment aux États-Unis avec l'adoption du Mann Act de 1910 contre la traite des blanches, dans les ligues de tempérance (qui aboutirent au XVIIIe amendement en 1919) ou des mouvements en faveur de la paix. Il était ainsi plus aisé pour elles de se faire entendre, étant compris que l'action politique autonome était, sauf exceptions, compliquée.

### Émancipation et société de consommation

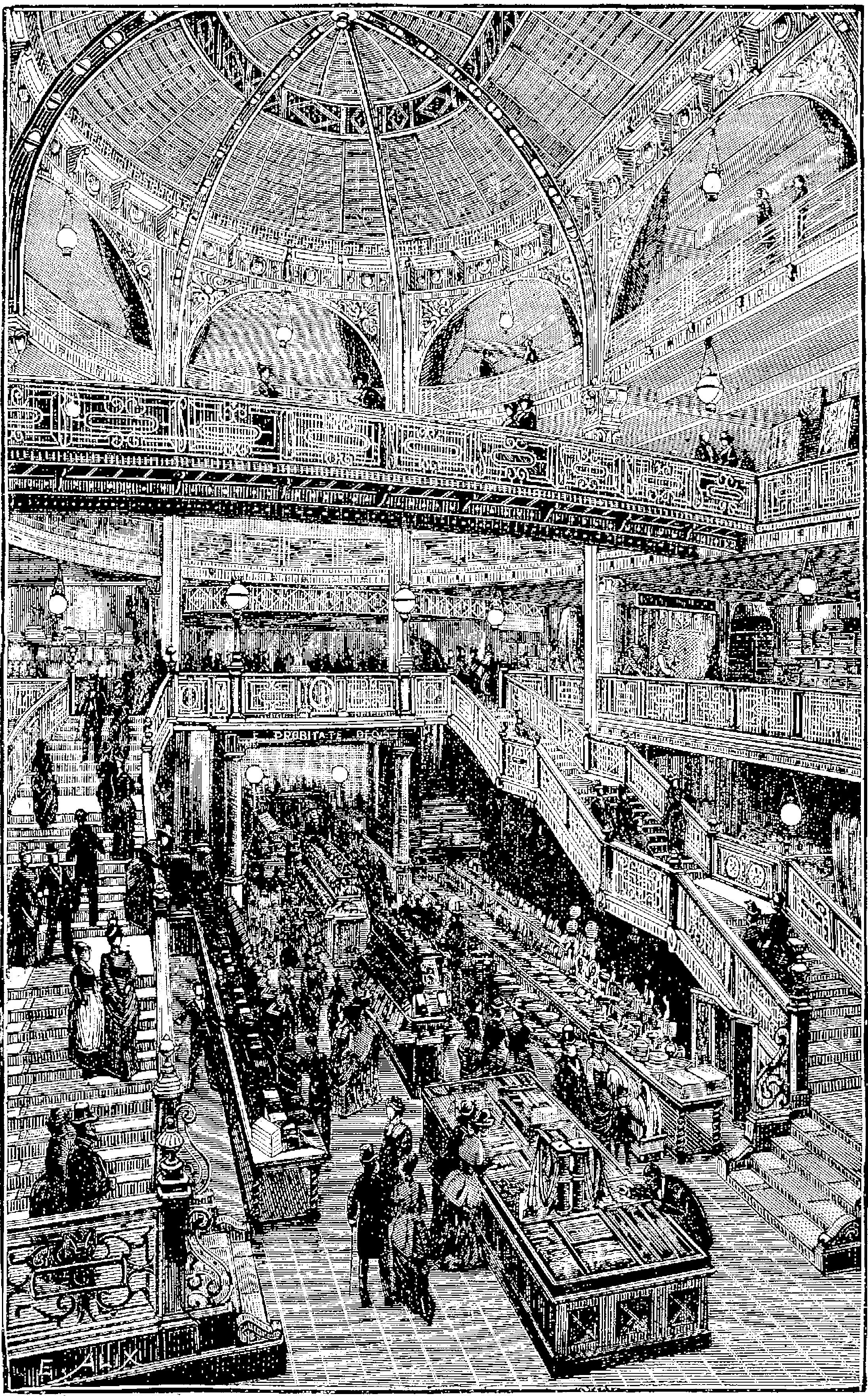
Les grands magasins du Printemps à Paris, en 1891.

Dans toute la société occidentale à la fin du XIXe siècle, les femmes sont confrontées à une infériorité juridique qui les réduit à une condition de mineure et à une infériorité économique qui conforte leur inégalité salariale, cela influencé par le mode de vie bourgeois et par la morale religieuse. En 1909 dans Les sacrifiés, Émile Noyer consacre un chapitre à évoquer la condition de la femme « éternelle exclue » et première victime de « l'injustice légale » de la société.
Cependant, l'émancipation des femmes par rapport à la tutelle masculine commence à se former au sein de la petite et la moyenne bourgeoisie une nouvelle catégorie sociale, indépendante financièrement par son travail dans le nouveau secteur tertiaire, sans pour autant pouvoir subvenir seules à l'éducation d'enfants. Les jeunes mouvements socialistes et ouvriers diffusaient eux dans la société l'idée de l'émancipation des individus. Plusieurs familles bourgeoises élevaient également leurs filles dans l'idée de leur donner une indépendance, plus encore si le père de famille était de sensibilité libérale.

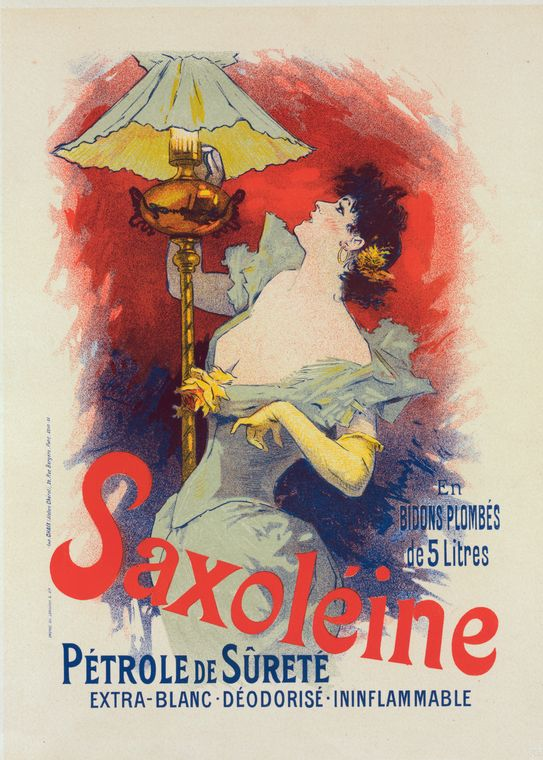
La « chérette », l'archétype de la femme célébrée comme un objet de désir et d'attention et devenant outil publicitaire.

Elles deviennent une cible pour la société de consommation en essor, même parmi les familles pauvres où les femmes géraient de plus en plus le budget de la famille, et donc les achats, ce que la publicité a tôt compris. Outre les grands magasins nés dans la seconde moitié du XIXe siècle se développent les catalogues de vente par correspondance, qui flattent la femme à coups d'arguments de vente. Si pour les produits de luxe, les femmes de la bourgeoisie avaient toujours bénéficié de ces égards, les femmes des classes moyennes pouvaient désormais acheter des vêtements à la mode ou des produits de toilette, quand les plus pauvres voyaient le cercle des produits dits « indispensables » s'élargir.
Le sujet féminin est valorisé, non seulement dans le commerce, mais aussi dans les médias, où l'on trouve des pages féminines dans les journaux à grand tirage ainsi que des magazines féminins. L'idée que la femme est un marché à part à conquérir fait son chemin. Les publicitaires et les médias s'adressent donc désormais à elles comme des consommatrices mais aussi des individus autonomes. Lors de l'Exposition franco-britannique de 1908, un palais dédié au travail féminin est édifié, avec une exposition sur les femmes célèbres « d'origine royale, noble ou roturière » mortes avant le début des années 1900, présentant notamment un portrait de la reine Victoria, la voiture de Florence Nightingale lors de la guerre de Crimée et une multitude d'objets, de livres et de photographies. Les compétitions sportives se déclinent également au féminin (dans le tennis à Wimbledon dans les années 1880, dans les Jeux olympiques à partir de 1900), chose révolutionnaire dans le sens où il aurait été inconcevable quelques décennies plus tôt de voir des femmes respectables se produire ainsi en public.
Le développement de la presse se conjugue avec la prise de conscience qu'il existe un public féminin. En France, en 1866, La Mode illustrée tire ainsi à 58 000 exemplaires. Mais les journaux classiques ne sont pas ignorés : les informations jugées sérieuses sont certes généralement lues par les hommes mais le roman-feuilleton, lu après le mari, relève plus particulièrement du domaine de la femme, en particulier dans les milieux populaires où il est ensuite commenté et crée un lien de sociabilité dans l'entourage, en milieu rural comme urbain. La femme qui lit la presse comme des ouvrages reste cependant connotée négativement car il s'agit d'une activité de loisir qui correspond mal avec l'image idéale de la mère de famille, occupée à ses enfants ou à son ménage. Les registres des bibliothèques publiques permettent néanmoins de se faire une idée précise des habitudes de lectures : à Bristol (Royaume-Uni) sur l'année 1891, si 1 017 hommes ont consulté un livre sur place contre 502, ils sont seulement 621 contre 10 476 femmes à avoir effectué un prêt à domicile. Certaines femmes de lettres deviennent célèbres, comme l'Italienne Matilde Serao ou la Britannique Mary Augusta Ward.

## Pionnières

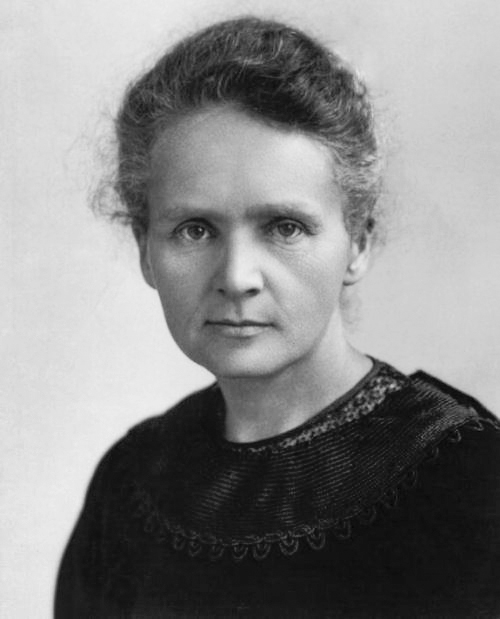
La physicienne et chimiste Marie Curie.

L'émergence de femmes dans des domaines jusque-là spécifiquement masculins a souvent donné lieu à une focalisation excessive sur ces épiphénomènes dans un monde toujours très masculin, moins importantes que l'évolution des structures sociales et des mentalités, bien qu'elles témoignassent d'une nouveauté originale.
En 1895, parmi les femmes citées dans l'annuaire britannique de célébrités Men and Women of the Time (nommé Mens of the Time avant 1891), on compte en premier lieu des femmes de lettres (48) puis des actrices (42), illustrant le fait que les femmes de premier plan restaient à l'époque dans des domaines traditionnels de la féminité. On peut également citer la Française Colette ou la Suédoise Selma Lagerlöf, Prix Nobel de littérature.
Parmi les nouvelles carrières offertes aux femmes, on compte l'enseignement, la médecine (en Angleterre et au Pays de Galles, on passe de vingt femmes médecins en 1881 contre 447 en 1911), notamment en Grande-Bretagne, le journalisme (en Australie, ce dernier métier est plutôt bien payé, soit 150 livres par an). L'engagement politique à gauche s'est également offert pour certaines d'entre elles : on y compte de nombreuses femmes russes ou originaires de Russie (Rosa Luxembourg, Vera Zassoulitch, Alexandra Kollontaï, Anna Kuliscioff, Angelica Balabanoff et Emma Goldman), ou Beatrice Webb, Annie Besant et Eleanor Marx en Grande-Bretagne ou Henriette Roland Holst aux Pays-Bas. Les femmes de premier plan peuvent également jouer un rôle politique, mais sans qu'il soit comme ces dernières celui de militantes mais plus d'influence : ainsi un quart des duchesses anglaises en 1905 sont recensées dans un annuaire féministe alors qu'elles soutiennent les conservateurs. En France, la duchesse d'Uzès finance à la fin des années 1880 le mouvement boulangiste, espérant permettre le retour de la monarchie. En 1905, l'Austro-hongroise Bertha von Suttner obtient le Prix Nobel de la paix, témoignant de la possibilité pour les femmes d'obtenir une reconnaissance politique internationale. Marie Curie obtient pour sa part dans les sciences deux Prix Nobel (1903 et 1911).

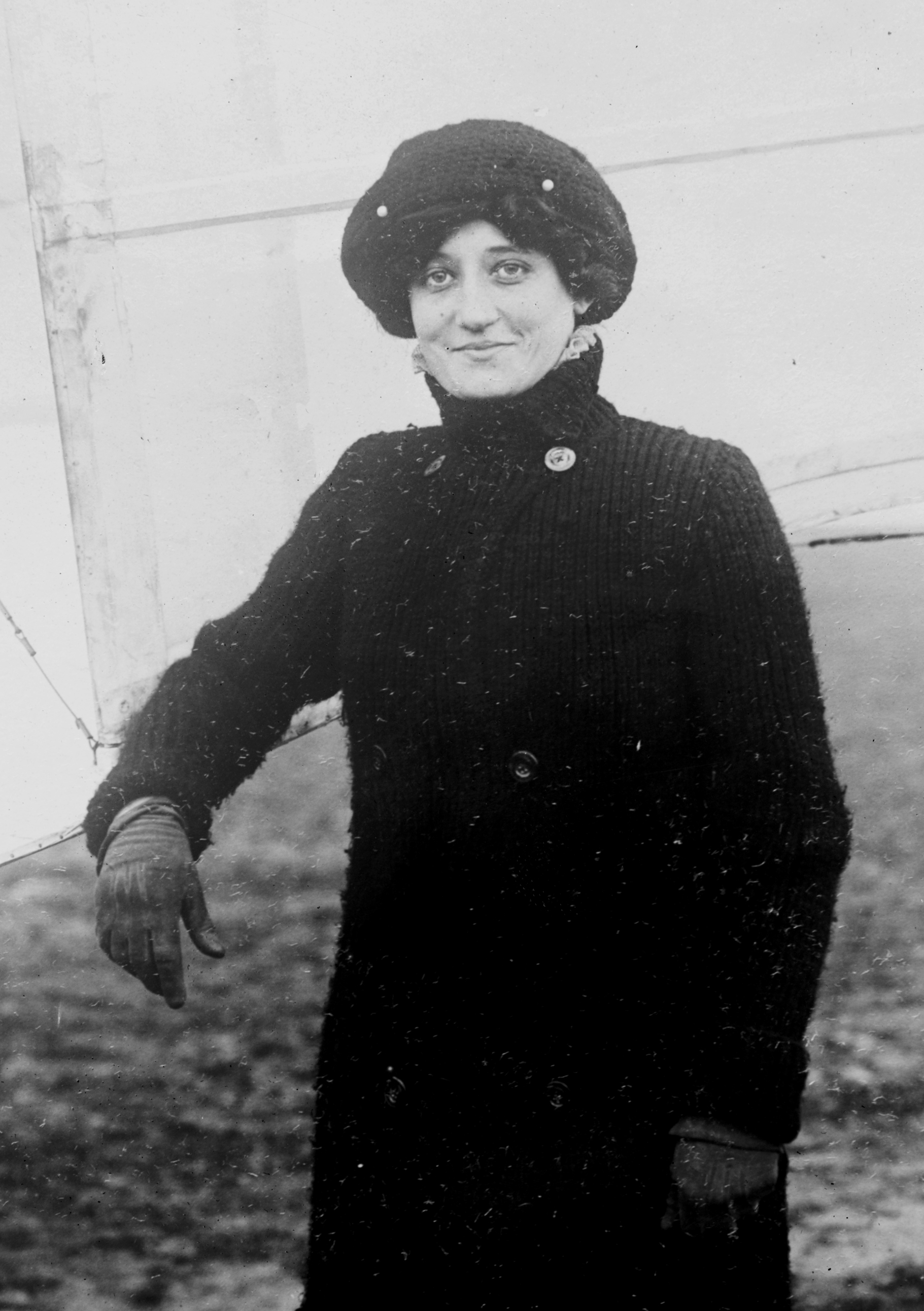
Élise Deroche, connue sous le pseudonyme de baronne Raymonde de Laroche, première femme ayant obtenu le brevet de pilote d'avion.

Dans le sport, certaines femmes acquièrent de la notoriété, comme Charlotte Cooper, la première médaillée olympique en 1900 ou Élise Deroche, la première à obtenir un brevet de pilote en 1910.

## Vers l'émancipation de l'entre-deux-guerres
La Belle Époque traduit donc une période de mutations pour les femmes, sans d'immenses changements néanmoins et concernant surtout une minorité bourgeoise occidentale, mais qui a permis par leur action à ce qu'après la Première Guerre mondiale par exemple un terreau fertile existe pour la reconnaissance du droit de vote des femmes dans plusieurs pays (Royaume-Uni, Allemagne, États-Unis et dans de nombreux pays européens mis à part beaucoup de pays latins). Certaines inégalités juridiques criantes disparaissent mais au niveau du travail, les femmes restent sous-payées et employées à des tâches considérées comme féminines malgré la perspective de nouvelles carrières alors que dans la sphère familiale, elles restent souvent dépendantes de leur mari. La période de l'entre-deux-guerres va pour les plus aisées s'ouvrir encore plus, en permettant à ce que les femmes urbaines assument une féminité autrefois considérée comme choquante et assimilée aux prostituées (maquillage, jambes découvertes) ou au contraire jouent sur l'androgynie en coupant courts leurs cheveux et assumant une poitrine plate, reprenant en cela des modes et des idées en germe dès la Belle Époque dans les milieux artistiques d'avant-garde des grandes métropoles.

## Sources primaires imprimées
- Michelle Perrot (éd.), Mélancolie ouvrière : « Je suis entrée comme apprentie, j'avais alors douze ans », Lucie Baud, 1908, Paris, Points, coll. « Points. Histoire » (no 485), 2014, 186 p. (ISBN 978-2-7578-3438-1, présentation en ligne), [présentation en ligne].

### Études historiques

#### Ouvrages
- Philippe Ariès (dir.), Georges Duby (dir.) et Michelle Perrot (dir.), Histoire de la vie privée, De la Révolution à la Grande guerre, Paris, Seuil, coll. « L'Univers historique » (no 45), 1987, 636 p. (ISBN 2-02-009455-X).
- Christine Bard, Les femmes dans la société française au XXe siècle, Paris, Armand Colin, coll. « Collection U. Histoire », 2001, 285 p. (ISBN 2-200-25200-5, présentation en ligne), [présentation en ligne], [présentation en ligne].
- Georges Duby (dir.), Michelle Perrot (dir.) et Geneviève Fraisse (dir.), Histoire des femmes en Occident, t. 4 : Le XIXe siècle, Paris, Plon, 1997, 627 p. (ISBN 2-259-02385-1). Réédition : Georges Duby (dir.), Michelle Perrot (dir.) et Geneviève Fraisse (dir.), Histoire des femmes en Occident, t. 4 : Le XIXe siècle, Paris, Perrin, coll. « Tempus » (no 4), 2002, 2e éd., 764 p., poche (ISBN 2-262-01876-6).
- Georges Duby (dir.), Michelle Perrot (dir.) et Françoise Thébaud (dir.), Histoire des femmes en Occident, t. 5 : Le XXe siècle, Paris, Plon, 1997, 647 p. (ISBN 2-259-02386-X). Réédition : Georges Duby (dir.), Michelle Perrot (dir.) et Françoise Thébaud (dir.), Histoire des femmes en Occident, t. 5 : Le XXe siècle, Paris, Perrin, coll. « Tempus » (no 5), 2002, 2e éd., 891 p., poche (ISBN 2-262-01876-6).
- France Grenaudier-Klijn (dir.), Elisabeth-Christine Muelsch (dir.) et Jean Anderson (dir.), Écrire les hommes : personnages masculins et masculinité dans l'œuvre des écrivaines de la Belle époque, Saint-Denis, Presses universitaires de Vincennes, coll. « Culture et société », 2012, 315 p. (ISBN 978-2-84292-345-7, présentation en ligne).
- Madeleine Guilbert, Les Femmes et l'organisation syndicale jusqu'en 1914 : présentation et commentaires de documents pour une étude du syndicalisme féminin, Paris, Éditions du Centre national de la recherche scientifique, coll. « Travaux du Centre d'études sociologiques », 1966, 509 p. (présentation en ligne), [présentation en ligne].
- Eric Hobsbawm (trad. de l'anglais par Jacqueline Carnaud et Jacqueline Lahana), L'ère des empires, 1875-1914 [« The Age of Empire, 1875-1914 »], Paris, Pluriel, coll. « Pluriel », 2012 (1re éd. 1989, Fayard), 495 p. (ISBN 978-2-8185-0162-7, présentation en ligne), chap. VIII (« La nouvelle femme »), p. 250-283.
- François Le Guennec (dir.) et Nicolas-Henri Zmelty (dir.), La Belle Époque des femmes ? : 1889-1914, Paris, L'Harmattan, coll. « Il était une fois », 2013, 208 p. (ISBN 978-2-343-00330-6).
- Dominique Lejeune, La France de la Belle Époque : 1896-1914, Paris, Armand Colin, coll. « Cursus. Histoire », 2011, 6e éd. (1re éd. 1991), 237 p. (ISBN 978-2-200-24892-5, présentation en ligne).
- Anne Martin-Fugier, La place des bonnes : la domesticité féminine à Paris en 1900, Paris, Perrin, coll. « Tempus » (no 58), 2004 (1re éd. 1979, Bernard Grasset), 377 p. (ISBN 2-262-02104-X, présentation en ligne).
- Anne Martin-Fugier, La bourgeoise : femme au temps de Paul Bourget, Paris, Pluriel, coll. « Pluriel », 2014 (1re éd. 1983, Bernard Grasset), 315 p. (ISBN 978-2-8185-0414-7).
- (en) James F. McMillan, Housewife or harlot : the place of women in French society, 1870-1940, Brighton (Sussex), Harvester Press, 1981, 229 p. (ISBN 0-85527-647-9).
- (en) James F. McMillan, France and women, 1789-1914 : gender, society and politics, Londres / New York, Routledge, 2000, XIV-286 p. (ISBN 0-415-22603-1, présentation en ligne).
- Michelle Perrot et Anne Martin-Fugier, La vie de famille au XIXe siècle : suivi de Les rites de la vie privée bourgeoise, Paris, Points, coll. « Points. Histoire » (no H511), 2015, 290 p. (ISBN 978-2-7578-5445-7, présentation en ligne).
- Rebecca Rogers (trad. Céline Grasser, préf. Michelle Perrot), Les bourgeoises au pensionnat : l'éducation féminine au XIXe siècle [« From the Salon to the Schoolroom : Educating Bourgeois Girls in Nineteenth-Century France »], Rennes, Presses universitaires de Rennes, coll. « Histoire », 2007, 390 p. (ISBN 978-2-7535-0464-6, présentation en ligne, lire en ligne), [présentation en ligne].
- La mode du XVIIIe au XXe siècle : Kyoto Costume Institute  (trad. du japonais), Cologne, Taschen, 2004, 196 p. (ISBN 3-8228-3856-X).

##### Iconographie
- Serge Pacaud, La condition de la femme à la Belle Époque : à travers la carte postale, Paris, CPE, coll. « Il était une fois », 2003, 272 p. (ISBN 2-84503-218-8).
- Juliette Rennes (préf. Michelle Perrot), Femmes en métiers d'hommes. Cartes postales (1890-1930) : une histoire visuelle du travail et du genre, Saint-Pourçain-sur-Sioule, Bleu autour, coll. « D'un regard l'autre », 2013, 219 p. (ISBN 978-2-35848-044-4, présentation en ligne).
- Serge Zeyons, La femme en 1900 : les années 1900 par la carte postale, Paris, Larousse, 1994, 239 p. (ISBN 2-03-519202-1).

#### Articles
- « Repères chronologiques (1791-1913) », Le Mouvement social, Paris, Éditions ouvrières, no 105 « Travaux de femmes dans la France du XIXe siècle »,‎ octobre-décembre 1978, p. 133-137 (lire en ligne).
- Anaïs Albert, « Les midinettes parisiennes à la Belle Époque : bon goût ou mauvais genre ? », Histoire, économie & société, Paris, Armand Colin « Morales de la consommation et moralisation des consommateurs »,‎ 2013, p. 61-74 (lire en ligne).
- Christine Bard, « Femmes nouvelles 1900, entre mythe et réalité », dans Benoît Musset (dir.), Hommes nouveaux et femmes nouvelles : de l'Antiquité au XXe siècle, Rennes, Presses universitaires de Rennes, coll. « Histoire », 2015, 222 p. (ISBN 978-2-7535-4176-4, présentation en ligne), p. 179-194.
- Alexandre Buisseret, « Les femmes et l'automobile à la Belle Époque », Le Mouvement social, Paris, Éditions de l'Atelier, no 192 « Circulations »,‎ juillet-septembre 2000, p. 41-64 (lire en ligne).
- Delphine Gardey, « Le travail des femmes en France et en Grande-Bretagne de la révolution industrielle à la Seconde Guerre mondiale », dans Margaret Maruani (dir.), Travail et genre dans le monde : l'état des savoirs, La Découverte, 2002 (ISBN 978-2-7071-7456-7, présentation en ligne).
- Claudie Lesselier, « Employées de grands magasins à Paris (avant 1914) », Le Mouvement social, Paris, Éditions ouvrières, no 105 « Travaux de femmes dans la France du XIXe siècle »,‎ octobre-décembre 1978, p. 109-126 (lire en ligne).
- Jean-Yves Le Naour et Catherine Valenti, « Du sang et des femmes : histoire médicale de la menstruation à la Belle Époque », Clio. Histoire‚ femmes et sociétés, no 14,‎ 2001, p. 207-229 (lire en ligne).
- Anne Martin-Fugier, « La fin des nourrices », Le Mouvement social, Paris, Éditions ouvrières, no 105 « Travaux de femmes dans la France du XIXe siècle »,‎ octobre-décembre 1978, p. 11-32 (lire en ligne).
- Anne Martin-Fugier, Michelle Perrot et Madeleine Rebérioux, « Sur le travail des femmes », Le Mouvement social, Paris, Éditions ouvrières, no 105 « Travaux de femmes dans la France du XIXe siècle »,‎ octobre-décembre 1978, p. 157-172 (lire en ligne).
- Michelle Perrot, « De la nourrice à l'employée... : Travaux de femmes dans la France du XIXe siècle », Le Mouvement social, Paris, Éditions ouvrières, no 105 « Travaux de femmes dans la France du XIXe siècle »,‎ octobre-décembre 1978, p. 3-10 (lire en ligne).
- Michelle Perrot, « Quelques éléments de bibliographie sur l'histoire du travail des femmes en France (principalement au XIXe siècle) », Le Mouvement social, Paris, Éditions ouvrières, no 105 « Travaux de femmes dans la France du XIXe siècle »,‎ octobre-décembre 1978, p. 127-132 (lire en ligne).
- Michelle Perrot, « Les femmes et l'art en 1900 », Mil neuf cent : Revue d'histoire intellectuelle, Société d’études soréliennes, no 21 « Art et société. Les ruptures de la Belle Époque »,‎ 2003, p. 49-54 (lire en ligne).
- Guillaume Pinson, « La femme masculinisée dans la presse mondaine française de la Belle Époque », Clio. Histoire‚ femmes et sociétés, no 30,‎ 2009, p. 131-146 (DOI 10.4000/clio.9471, lire en ligne).
- Anne Steiner, « De l'émancipation des femmes dans les milieux individualistes à la Belle Époque », Réfractions, no 24,‎ 2010 (lire en ligne).
- Louise Tilly, « Structure de l'emploi, travail des femmes et changement démographique dans deux villes industrielles : Anzin et Roubaix, 1872-1906 », Le Mouvement social, Paris, Éditions ouvrières, no 105 « Travaux de femmes dans la France du XIXe siècle »,‎ octobre-décembre 1978, p. 33-58 (lire en ligne).
- Jeanne-Marie Wailly, « Les différentes phases du travail des femmes dans l'industrie », Innovations, no 20,‎ 2004, p. 131-146 (DOI 10.3917/inno.020.0131, lire en ligne).
- Marie-Hélène Zylberberg-Hocquard, « Les ouvrières d'État (Tabacs et Allumettes) dans les dernières années du XIXe siècle », Le Mouvement social, Paris, Éditions ouvrières, no 105 « Travaux de femmes dans la France du XIXe siècle »,‎ octobre-décembre 1978, p. 87-108 (lire en ligne).